# Quartier asiatique
El Quartier asiatique (barrio asiático), también llamado Triángulo de Choisy o Petite Asie (en chino: 巴黎唐人街, en vietnamita: Phố Tàu Paris) es el mayor centro comercial y cultural de la comunidad asiática de París. Está situado en el sureste del distrito XII, en una zona que contiene muchos edificios de apartamentos de gran altura. A pesar de su condición de barrio chino, el vecindario también contiene importantes poblaciones vietnamitas, laosianas y camboyanas.

## Historia
La primera oleada de inmigrantes asiáticos en el barrio consistió en refugiados de etnia vietnamita de la guerra de Vietnam a finales de la década de 1970. Las oleadas posteriores de inmigrantes estaban formadas por chinos étnicos de Vietnam, Laos y Camboya, que también huyeron de sus países tras las tomas de posesión comunistas y para evitar la persecución de los nuevos gobiernos. Un número importante de los primeros inmigrantes vietnamitas se integró en la sociedad francesa poco después de su llegada, y comenzó a trasladarse a otras zonas de París y de la región circundante de Isla de Francia, sin dejar de mantener una presencia comercial en la zona. Esto hizo que el barrio tuviera una mayor presencia étnica china, lo que llevó a la creación del actual Quartier asiatique.

## Barrio

Plano del barrio junto al Triángulo de Choisy y Les Olympiades
Triángulo de Choisy
Les Olympiades

El Quartier Asiatique forma un área aproximadamente en forma de triángulo delimitada por la avenida de Choisy, la avenida de Ivry y el bulevar Masséna, así como el complejo Les Olympiades. En este barrio, la actividad comercial está dominada por los negocios chinos y vietnamitas, con un número menor de establecimientos laosianos y camboyanos. Las grandes cadenas francesas de mercados especializados en productos asiáticos, Tang Frères y Paristore, también tienen sus locales emblemáticos en el barrio. Al ser el centro de la población asiática de la región de Isla de Francia, varias organizaciones comunitarias tienen su sede aquí, ayudando a atender las necesidades de los inmigrantes y las actividades culturales, especialmente para los de la antigua Indochina francesa. El desfile anual del Año Nuevo Lunar en el barrio es el más grande de París.
A diferencia de otros barrios chinos del mundo occidental, la arquitectura china no es muy visible en la zona, con la excepción de los varios templos budistas situados en el distrito.

## Demografía
El Quartier Asiatique es el mayor barrio chino de Europa y, a diferencia del diminuto pero conocido Chinatown de Gerrard Street, en el Soho londinense, representa un importante núcleo de población como resultado de una inmigración muy considerable. La zona está poblada por casi 200 000 personas, en su mayoría de ascendencia china, vietnamita y laosiana.
Originalmente un barrio de etnia vietnamita, la población asiática de la zona se diversificó en la década de 1980, ya que otros grupos étnicos de Indochina también se asentaron en el distrito, siendo el grupo más numeroso el de etnia china. Aunque una gran parte de la población vietnamita anterior del barrio se asimiló a la sociedad francesa y se trasladó a otras zonas de París, sigue manteniendo una fuerte presencia comercial y cultural en el distrito.
Los idiomas utilizados por los grupos de inmigrantes en la comunidad incluyen los dialectos cantonés y teochew de la lengua china, así como el vietnamita, el lao y el jemer. Los refugiados de etnia china suelen dominar uno de estos tres idiomas, además de su dialecto chino nativo, debido a sus orígenes en Indochina.

## Galería

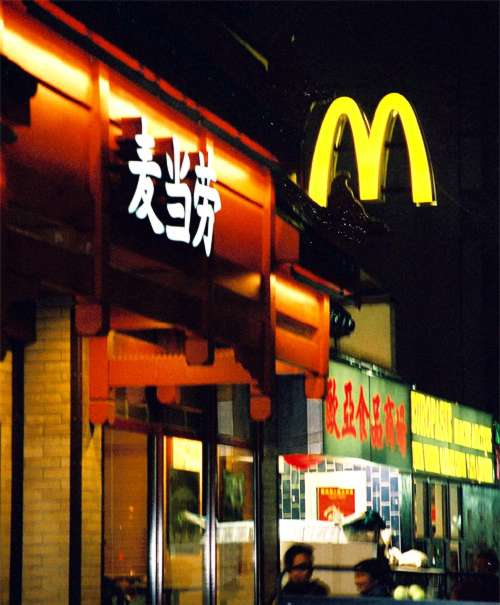
Mezcla de culturas en el Triángulo de Choisy.
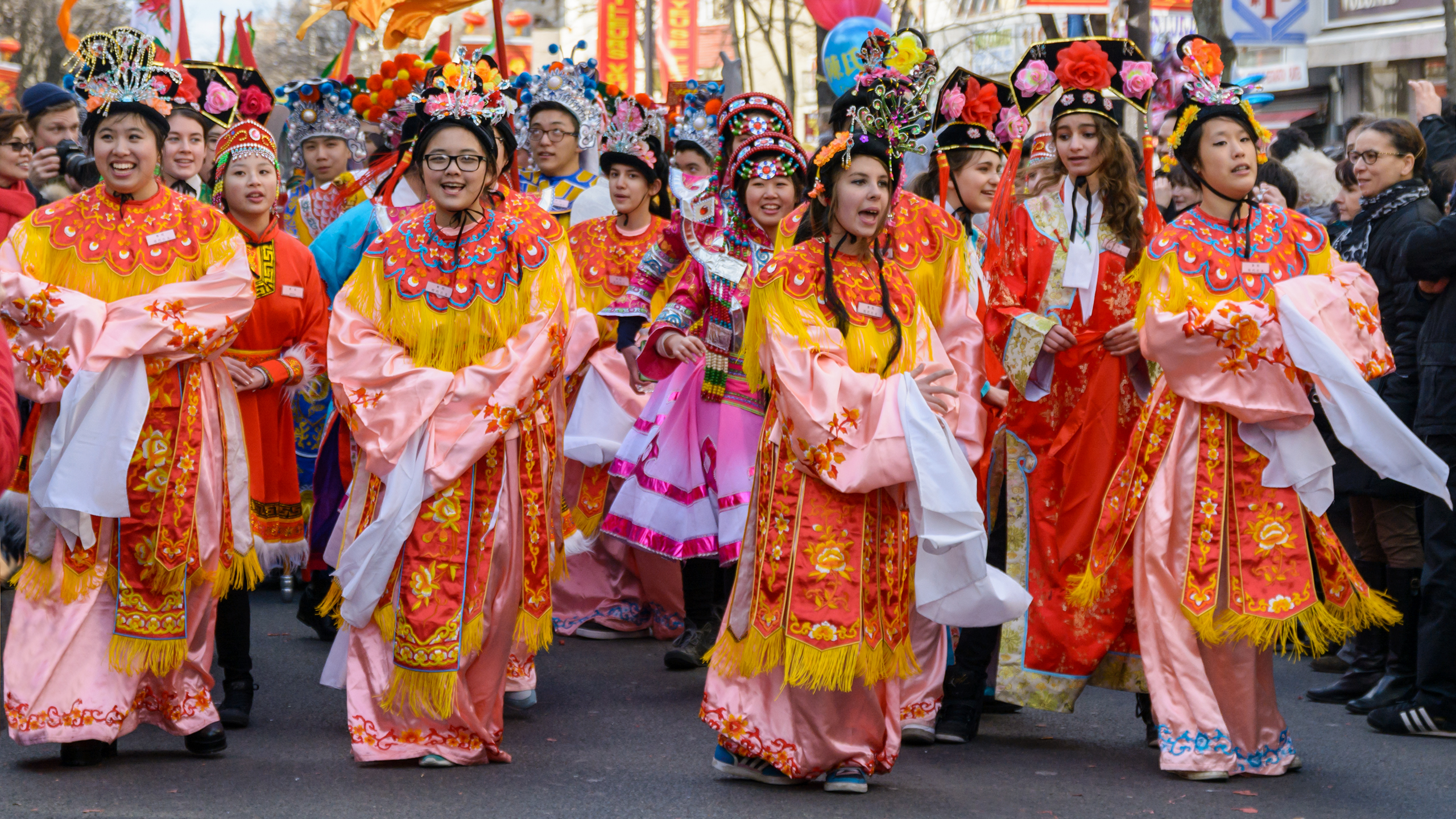
Desfile del Año Nuevo chino en 2015.
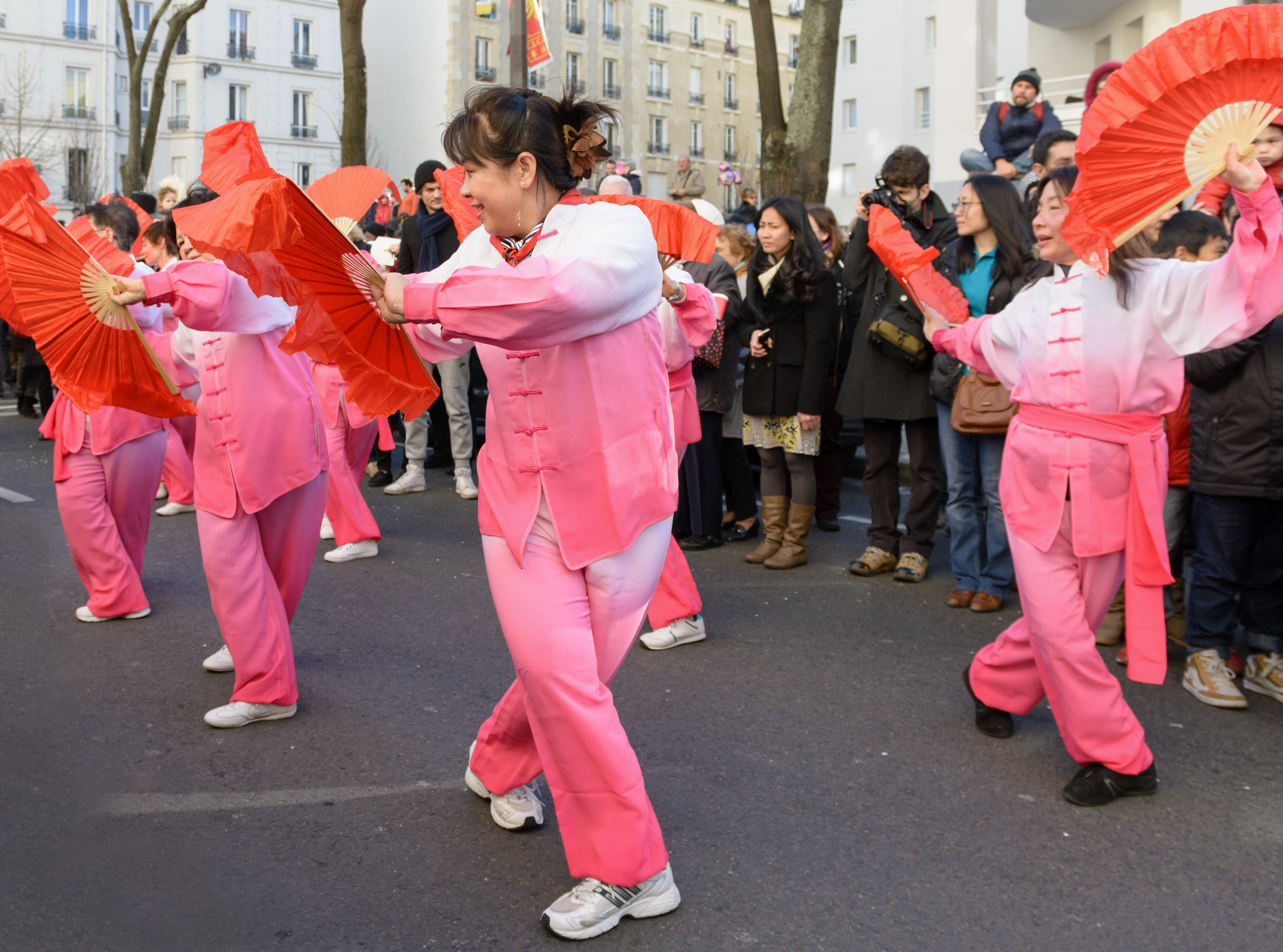
Desfile del Año Nuevo chino
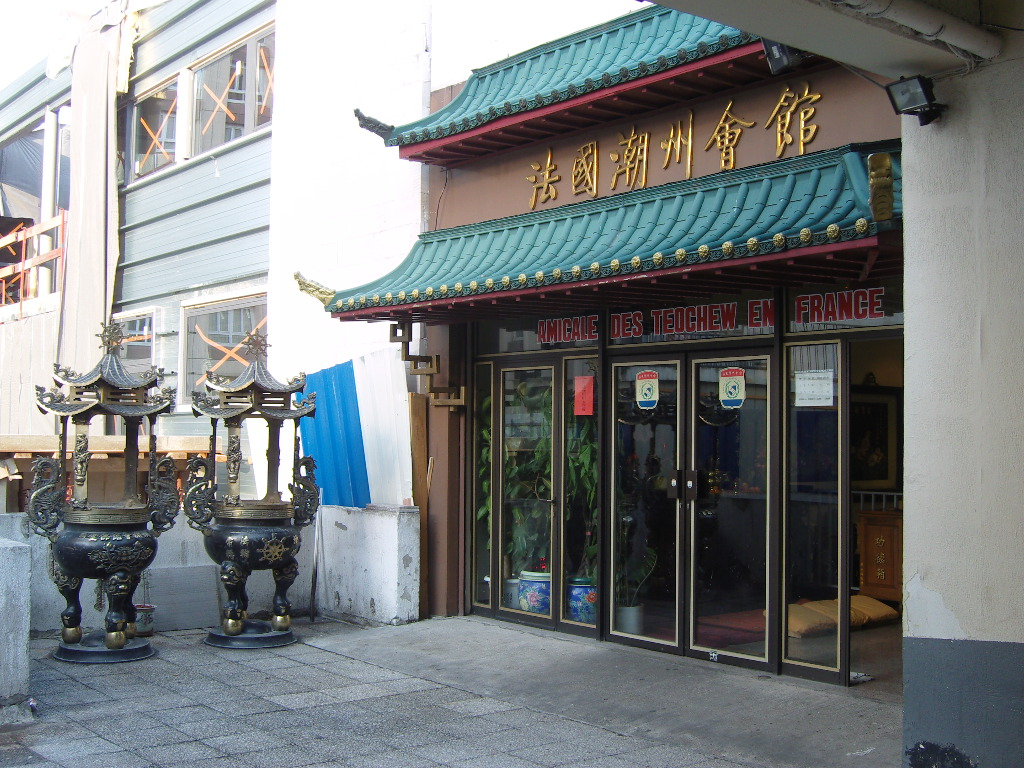
Asociación Teochew en Francia.